# Base militar de El Aguacate
A base militar El Aguacate foi instalada na fronteira da República de Honduras com a Nicarágua, durante a gestão do Presidente Roberto Suazo Córdova. Os esforços foram empreendidos pelo representante diplomático John Dimitri Negroponte, que foi embaixador dos Estados Unidos no país centro-americano durante os anos 1980-1985.
Nesta base foram treinadas as forças paramilitares dos Contras, que travavam uma guerra para derrubar o governo da Nicarágua, então liderado pela Frente Sandinista. Além disso, a base adquiriu certa fama por ser um centro de tortura para agentes da CIA e do Batalhão 3-16, equipada e resguardada pelos fuzileiros navais e pela contraespionagem estadunidense.
Em 2001, uma escavação descobriu cerca de mais de uma centena de cadáveres, talvez de reféns que perderam a vida durante a existência desta base de "Liberación y Muerte" contrariando os acordos sobre violações dos direitos humanos, existentes em países democráticos.